# ماهیان کتف‌لوله‌ای
ماهیان کتف‌لوله‌ای (نام علمی: Platytroctidae) نام یک تیره از فرورده تکمیل‌استخوانان است.